# Eugenia (planetoïde)
(45) Eugenia is een grote planetoïde in een baan om de zon, in de planetoïdengordel tussen de banen van de planeten Mars en Jupiter. Eugenia heeft een onregelmatige vorm met een gemiddelde diameter van 214 km. Ze heeft een licht ellipsvormige baan, die iets meer dan 6,5° helt ten opzichte van de ecliptica. Tijdens een omloop varieert de afstand tot de zon tussen de 2,497 en 2,943 astronomische eenheden.

## Ontdekking en naamgeving
Eugenia werd op 27 juni 1857 ontdekt door de Duitse astronoom Hermann Goldschmidt in Parijs. Goldschmidt ontdekte in totaal veertien planetoïden.
Eugenia is genoemd naar Eugénie de Montijo, de vrouw van de Franse keizer Napoleon III.

## Eigenschappen
Eugenia wordt door spectraalanalyse ingedeeld bij de F-type planetoïden. F-type planetoïden hebben een relatief laag albedo (en dus een donker oppervlak) en zijn rijk in organische verbindingen, maar arm in waterhoudende mineralen. Eugenia draait in 5,699 uur om haar eigen as.
Er zijn bij Eugenia twee natuurlijke satellieten ontdekt. De eerste werd in 1998 ontdekt met de Canada-France-Hawaii Telescope op Mauna Kea in Hawaï. Deze maan is Petit-Prince genoemd, naar prins Louis Napoléon, de zoon van Napoleon III en Eugénie de Montijo. Petit-Prince is ongeveer 13 km groot en doet 5 dagen over een omloop om Eugenia. Een tweede maan, met een diameter van 6 km, werd in 2004 ontdekt. Deze maan bevindt zich in een veel nauwere baan bij Eugenia.